# Amédée Beaujean
Pour les articles homonymes, voir Beaujean.
Amédée Beaujean, né à Saint Fargeau le 17 décembre 1821 et mort à Paris le 7 juin 1888, est un professeur, lexicographe français, surtout connu pour sa collaboration au Dictionnaire de la langue française, communément appelé « le Littré », dont il a publié un « Abrégé » .

## Biographie
Il effectue ses études à Auxerre d'abord, au collège Henri IV de Paris ensuite, et entre, en 1841, à l'École normale supérieure. Reçu agrégé de grammaire en 1845, il fut successivement professeur à Laval, à Bourges et dans divers lycées de Paris.
Le 8 avril 1879, il est nommé inspecteur de l'Académie de Paris. 
Le principal titre connu d'Amédée Beaujean est sa constante collaboration au « Dictionnaire de la langue française », communément appelé « le Littré » (1863-1872), dont il a ensuite publié, en 1875, chez Hachette, un « Abrégé » en 24 fascicules, auquel il a fait suivre, en 1878, un « Supplément d'histoire et de géographie ». 
En 1876, il a publié à la même librairie, un « Petit dictionnaire universel » qui peut se considérer comme un abrégé de l'abrégé précédent. 
Il ne faut pas confondre  Amédée Beaujean avec Victor Beaujean qui a publié, en 1882, chez Muquardt, à Bruxelles, un « Dictionnaire des principaux termes de géographie, de topographie, de géologie et d'art militaire ».

## Sources
- Angelo De Gubernatis, Dictionnaire international des écrivains du jour. , L. Niccolai (Florence)